# محمدرفیع‌خان بستکی
محمد رفیع خان فرزند هادی خان بستکی (۱۱۶۳–۱۲۳۸) ه‍.ق از حاکمان محلی بود که به نمایندگی از دولت مرکزی ایران، پس از مرگ پدرش از سال ۱۲۱۷ ه‍.ق به مدت ۱۲ سال فرمانروای بستک و جهانگیریه و بنادر و جزایر عباسی و بندرلنگه بوده‌است.

## زندگی
محمد رفیع خان به سال ۱۱۶۳ هجری قمری در قصبهٔ بستک زاده شد. پس از تحصیلات اولیه در زادگاه خود در مکتبخانه، بیشتر در مدرسه دینی نزد مشایخ شریعت علوم فقه و نحو و حدیث و زبان عربی معقول ومنقول را آموخت. دوفقره که در شیراز در زمان سلطنت کریم خان زند که از طرف جد بزرگوارش شیخ محمد بستکی و در دوران فتحعلی شاه قاجار از طرف پدرش هادی خان بستکی وبعلت کمبود مالیات گروگان مالیات شده بود و مدتی در شیراز معطل مانده بود، ادامه تحصیل علوم عربیه نموده ودارای معلومات کافی گردید.

## فرمانروائی
در سال ۱۲۱۷ هجری قمری پس در گذشت پدرش زمام حکومتی و فرمانروائی بستک وجهانگیریه بدست گرفت. در همین سال از طرف فتحعلی شاه قاجار به پیشنهاد والی فارس، فرمان حکومتی جهانگیریه و بنادر وجزایر شیبکوه
و بندر لنگه صادر شد. محمد رفیع خان طبق احکامات شرعی بامردم رفتار می‌کرد و به جای جنگ وجدال بیشتر باجرای احکام شرع می‌پرداخت و در مسجد خود خطبه می‌خواند، با مردم به خوبی رفتار می‌نمود مالیات دیوانی می‌گرفت. مدتی مردم جهانگیریه در مهد آسایش زندگانی بسر بردند و در امر بمعروف ونهی از منکر اهتمام کافی داشت واغلب به ورع وتقوی علاقهٔ تامی داشت.

## آغاز حکومت مشایخ بنی عباسی
مشایخ بنی عباسیان و فرزندان آنان که متصدی اداره امور مردم بوده‌اند با آنکه اصالتاً عرب بوده‌اند ولی پس از ورود در ایران خود را ایرانی دانسته و در تمام ادوار تاریخ و زندگی پیرو آرمانهای شاهدوستی و میهن دوستی و مطيع دولت مرکزی بوده‌اند حتی برای پیروزی ایران در جنگ ها به قفقاز هم نیرو فرستاده‌اند و کشته داده‌اند. در بنادر جنوب با اعراب متجاوز جنگیده‌اند.
پس از فوت شیخ عبدالقادر که مصادف بود با اواخر دورهٔ سلطنت صفویه وهجوم وسلطنت افغان‌ها و بالآخره ظهور نادر شاه که در تمام این احوال عامل اصلی و محرک واقعی جنگ وستیزها اختلاف مسلکی شیعه و سنی بود شیخ محمد سعید بستکی و شیخ محمد بستکی بدخالت به امور حکومتی آغاز کردند این دو نفر فرزندان شیخ عبدالقادر از نفوذ روحانی پدرشان که یک نوع تسلط روحی بزرگی برمردم بستک وجهانگیریه ایجاد کرده بود استفاده کامل نمودند وبعلل سیاسی زمان و شاید هم برای انتقامجوئی از کسانیکه موجب فرار آنان از خنج که جوار جد اعلایشان حاج شیخ عبدالسلام خنجی بود، شده بودند ویا به‌عنوان مبارزه مسلکی شیعه ویا بقول نویسنده:
«تاریخ جهانگیریه» برای حفظ جان ومال جماعت تسنن در برابر هجوم شیعیان نفوذ خودرا بسط دادند تا آنجا که شیخ محمد سعید به حکومت لار رسیده و شیخ محمد خان بزرگ حاکم جهانگیریه و آن حدود گردید.
بدین ترتیب مشایخ بنی عباسی که بقول ابن بطوطه چنان‌که در سفرنامه خود سفرنامه ابن بطوطه نوشته‌است: از زیادی زهد وپرهیزکاری وکثرت عبادت و دوری از مردم اندام علیل وزرد رنگ داشته وآزار مخلوقات را جرم می‌پنداشتند، فرزندانشان زاویه هارا رها کرده و در میدان‌های جنگ وکشتار در آمدند جزئیات این تحولات باشرح حال شیخ محمد سعید بستکی و شیخ محمد خان بزرگ روشن می‌گردد.

## شورش و نا امنی
چون در زمان محمد رفیع خان که بیشتر توجه بامور شرعی داشت و به امور انتظامی وسیاست علاقه چندانی نمی‌ورزید، عده‌ای یاغی شدند وشورش وغوغا برپا نموده وباعث نا امنی در منطقه شده بودند. تاج الدین نامی که کدخدای روستای کوهیج بود بمخالفت محمد رفیع خان برخاست و قلعه کوهیج که سراخانه مستحفظین گماشتگان حکومتی محمد رفیع خان بود غفلتاً اشغال نموده وتفنگداران محمد رفیع خان را بیرون رانده و از پرداخت مالیات و انجام مراجعات حکومتی خود داری نموده و از زیر فرمان محمد رفیع خان بیرون می‌رود.

## بدرود زندگی
محمد رفیع خان پس شورش یاغی گران، و بعد از ۱۲ سال فرمانروائی، از امور حکومتی کناره گرفت. بعد از سه سال کناره‌گیری از فرمانروائی که غالباً باعتکاف وعبادت شبانه‌روزی بسر می‌برد سر انجام در سّن ۷۵ سالگی به سال ۱۲۳۸ هجری قمری فوت کرد و در بستک به خاک سپرده شد.

## تبارنامه
محمدرفیع خان بن هادی خان بن شیخ محمد خان بزرگ بن  عبدالقادر بستکی، شیخ حسن بستکی، شیخ محمد کبیر، شیخ ناصر الدین، شیخ محمد، شیخ جابر،  شیخ اسماعیل رابع، شیخ عبدالغنی، شیخ اسماعیل ثالث، شیخ عبدالرحیم عفیف الدین، شیخ عبدالسلام خنجی، شیخ عباس، شیخ اسماعیل ثانی، حمزه، احمد، محمد، هارون، مهدی، مرشد، محمود، احمد، علی، مبارک، عبدالسلام، سعید، عبدالغنی، طلحه، احمد، اسماعیل، سلیمان، محمد علی، عبدالله (حَبر الأُمَة) ابن عباس بن عبدالمطلب القرشی بن هاشم بن عبد مناف.